# John Brittain
John Victor Brittain, més conegut com a John Brittain   (Wombourne, 27 de desembre de 1931 - Staffordshire, 7 de març de 2019) i anomenat familiarment Johnny Brittain, va ser un pilot de motociclisme anglès que va destacar en competicions de trial i enduro durant la dècada del 1950. El seu pare, Vic Brittain, va ser també un conegut motociclista que va guanyar el British Experts Trial els anys 1936 i 1939.
Johnny Britttain va començar a competir amb DMW i després va passar a James, amb la qual va superar a tres pilots oficials de la marca en la seva primera participació als ISDT, a la categoria dels 125cc. Després va canviar a Royal Enfield i va pilotar el seu model Bullet 350cc. El 1950, a 18 anys, va guanyar una medalla d'or als ISDT, celebrats a Gal·les, i un premi de primera classe als Sis Dies d'Escòcia de Trial durant la que era la seva primera temporada completa amb la Royal Enfield Bullet.
Johnny va repetir l'èxit del seu pare al British Experts Trial i el va guanyar també dues vegades, la primera d'elles a Stroud (Gloucestershire) després de completar la prova de 48 km sota una tempesta de neu. El 1956 va guanyar el Campionat britànic de trial i fou segon o tercer en nombroses altres competicions. L'any següent revalidà el títol de campió britànic. En total, Brittain va guanyar més de 50 proves importants, entre elles els Sis Dies d'Escòcia, l'Scott, el British Experts i l'Allan Jefferies Trial, cadascuna amb dues victòries. Al mateix temps, va competir als ISDT 15 anys consecutius, al llarg dels quals guanyà 13 medalles d'or. Formà part del darrer combinat britànic que va guanyar la prova a Gottwaldov (Txecoslovàquia) el 1953, un èxit que no es va repetir fins al 2022 a Lo Puèi de Velai (Occitània).

## Palmarès
- 2 campionats britànics de trial (1956, 1957)
- 2 victòries als Sis Dies d'Escòcia de Trial (1952, 1957)
- 2 victòries al Scott Trial (1955, 1956)
- 2 victòries al British Experts Trial (1952, 1953)
- 2 victòries a l'Allan Jefferies Trial (1953, 1954)
- 1 victòria al Trofeu dels ISDT (1953)
- 13 medalles d'or als ISDT

### Resultats al Campionat britànic de trial
Font:
| Any  | Motocicleta   | Posició |
| ---- | ------------- | ------- |
| 1952 | Royal Enfield | 3r      |
| 1953 | Royal Enfield | 3r      |
| 1954 | Royal Enfield | 2n      |
| 1955 | Royal Enfield | 3r      |
| 1956 | Royal Enfield | 1r      |
| 1957 | Royal Enfield | 1r      |
| 1958 | Royal Enfield | 4t      |
| 1959 | Royal Enfield | 7è      |